# 유라이 슬라프코우스키
유라이 슬라프코우스키(슬로바키아어: Juraj Slafkovský, 2004년 3월 30일~)는 슬로바키아의 아이스하키 선수로 포지션은 레프트윙이다. 현재 내셔널 하키 리그(NHL)의 카나디앵 드 몽레알 소속으로 뛰고 있다. 2022년 NHL 드래프트에서 전체 1위로 카나디앵 드 몽레알의 지명을 받으며 NHL에 진출한 슬로바키아 선수 중 가장 높은 드래프트 지명 순위를 지닌 선수가 되었다.
17세의 나이로 슬로바키아 국가대표팀에 발탁되었으며, 2022년 동계 올림픽에서 슬로바키아 최초의 올림픽 아이스하키 동메달 획득에 기여했다. 그는 대회 득점왕에 올랐으며, 대회 MVP로 선정되었다.